# Bol d'or classic

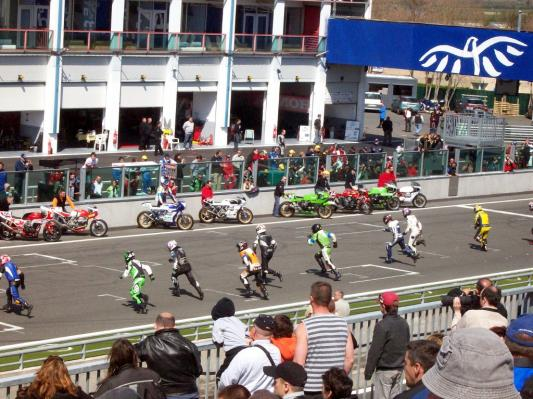
Départ du Bol d'or classic 2010.

Le Bol d'or classic (couramment appelé « Bol classic » ou plus simplement « BOC ») est une alternative au Bol d'or qui se court aux guidons de motos anciennes et dont la première édition s'est disputée en juillet 2003. Le principe de cette course d'endurance est de remettre en compétition les machines qui ont été engagées au Bol d'or entre les années 1960 et 1983.
Le rassemblement se déroule sur le circuit de Nevers Magny-Cours ou sur le circuit Paul-Ricard ; il dure trois jours.

## Déroulement de la course

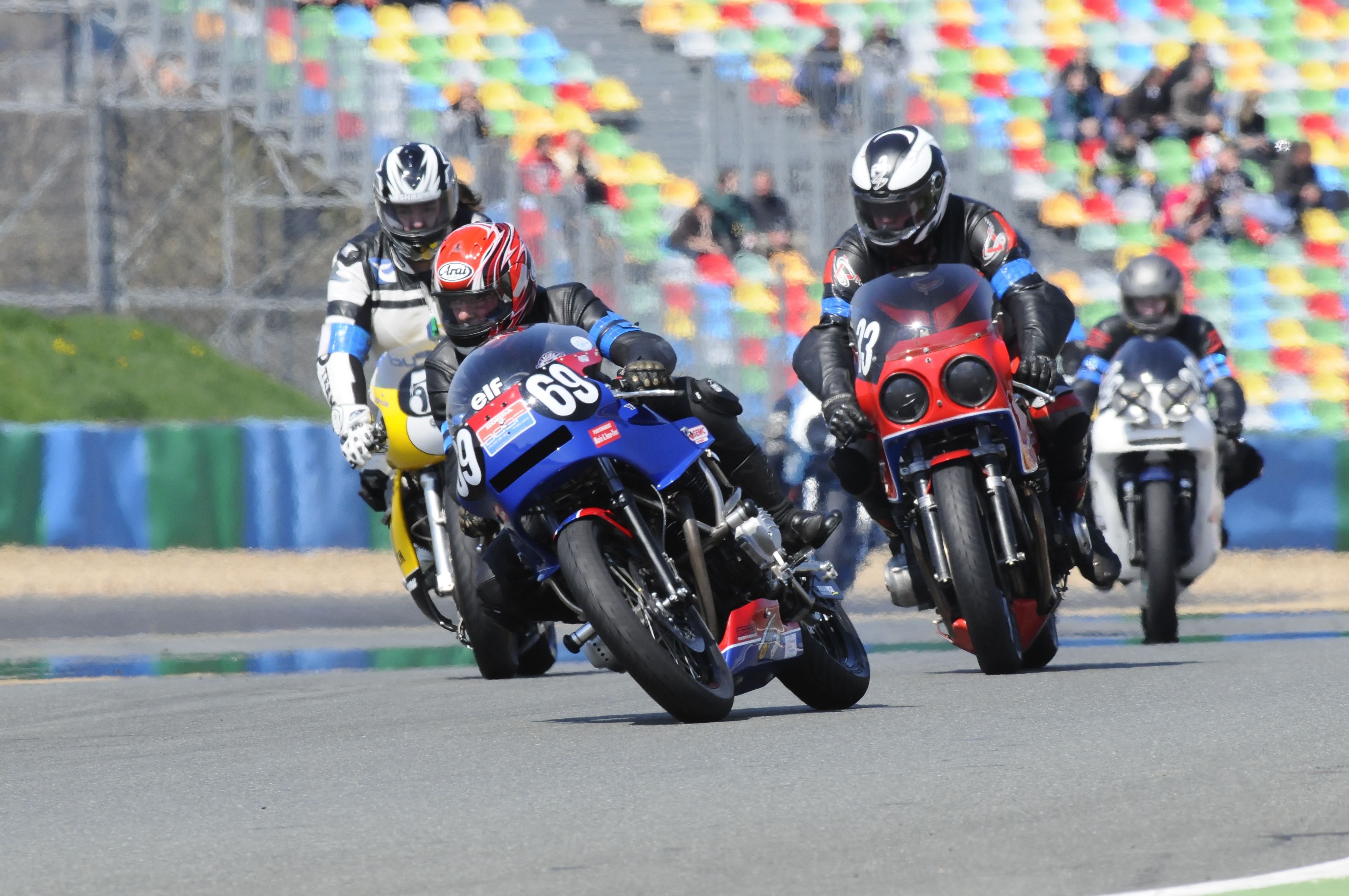
Concurrents de l'édition 2010.

Le Bol d'or Classic se dispute en général en deux manches de deux heures chacune, soit quatre heures. Deux pilotes se partagent le guidon en se relayant dans chaque manche. Sont admises toutes les « machines de 2 cylindres au minimum (série ou proto) et d'une cylindrée supérieure à 500 cm3 » construites entre le 1er janvier 1960 et le 31 décembre 1983.
En plus du classement général, on distingue trois catégories :
- Classic 1 : pour les motos construites entre 1960 et 1972 ;
- Classic 2 : pour les motos construites entre 1973 et 1978 ;
- Classic 3 : pour les motos construites entre 1979 et 1983.

## Épreuve annexe
Le Post classic reprend le même règlement que le Bol d'or Classic mais s'adresse aux motos construites entre 1984 et 1994.
En plus du classement général, on distingue trois catégories :
- Post Classic 1 : pour les motos construites entre 1984 et 1987 ;
- Post Classic 2 : pour les motos construites entre 1988 et 1991 ;
- Post Classic 3 : pour les motos construites entre 1992 et 1994.

## Autres
Les démonstrations permettent à tous de parader sur le circuit avec des motos anciennes, une occasion de rouler en toute sécurité sur la piste qui accueille l'édition française des championnats du monde de Superbike.
Le Run d'or Classic est une épreuve, ouverte à tous, d'accélération sur 400 mètres pour les possesseurs de motos produites entre 1950 et 1980.
D'année en année, le village (partie stands) s'étoffe : exposition de machines rares, village club avec des motos anciennes venues des quatre coins de la France, bourse d'échange, stands pour acheter et vendre des « collectors » : T-shirts, cuirs, casques vintage, accessoires rares, pièces détachées, livres et photos d'époque, etc.

## Podiums

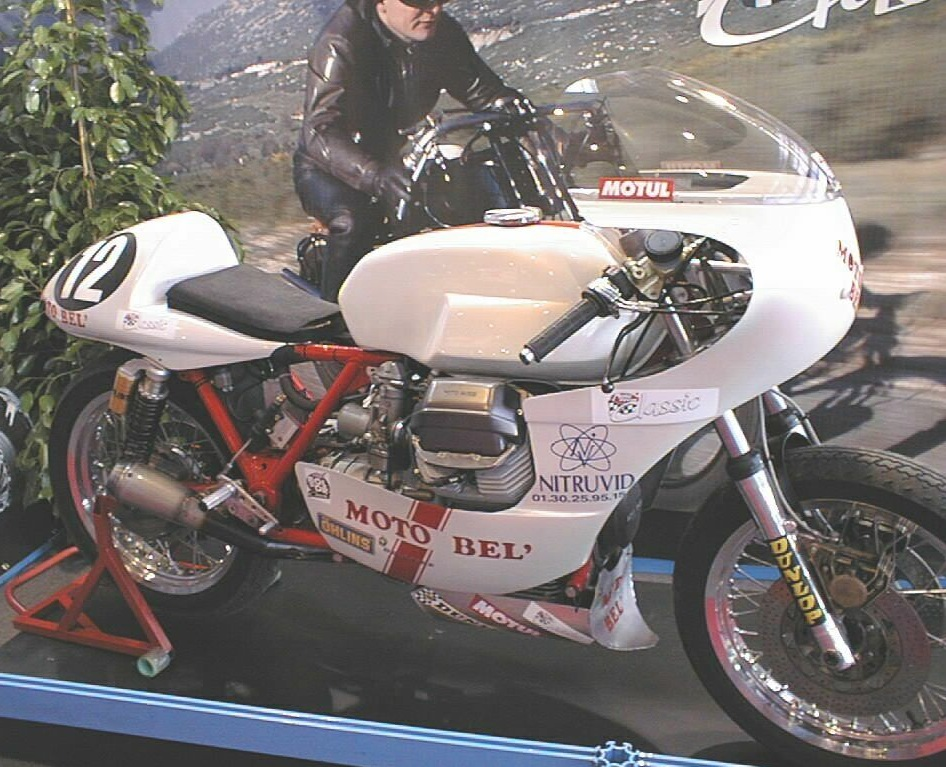
La moto victorieuse en 2003, au cumul de trois manches.

| Position | Moto - Écurie                                       | N° | Pilote bleu                 | Pilote blanc   |
| -------- | --------------------------------------------------- | -- | --------------------------- | -------------- |
| 1er      | Moto Guzzi Le Mans - Moto Bel' / Moto Revue Classic | 12 | Christophe Charles-Artigues | Daniel Moquet  |
| 2e       | Ducati                                              |    | Marc Resenterra-Cochet      | Philippe Baton |
| 3e       | Kawasaki Godier Genoud                              |    | Alain Genoud                | Gilles Hampe   |

| Position | Moto - Écurie                           | N° | Pilote bleu | Pilote blanc |
| -------- | --------------------------------------- | -- | ----------- | ------------ |
| 1er      | Yamaha TZ 750/Bol d'Or 749 - JMB Racing | 3  |             |              |
| 2e       | BMW R 90 S 1000 - Arcueil Motor         | 16 |             |              |
| 3e       | Honda 750 736 - Marcel Boulardier       | 11 | Yves Géniès | Roger Ruiz   |

| Position | Moto - Écurie                         | N° | Pilote bleu          | Pilote blanc  |
| -------- | ------------------------------------- | -- | -------------------- | ------------- |
| 1er      | Kawasaki Godier Genoud de 1980        | 1  | Alain Genoud         | Gilles Hampe  |
| 2e       | Honda 750 - Marcel Boulardier         | 11 | Yves Géniès          | Roger Ruiz    |
| 3e       | Norton-Seeley Commando - Yellow Peril | 22 | Gérard Roland-Piègue | Vincent Eisen |

| Position | Moto - Écurie          | N° | Pilote bleu      | Pilote blanc        |
| -------- | ---------------------- | -- | ---------------- | ------------------- |
| 1er      | Kawasaki Godier Genoud | 1  | Christian Haquin | Gilles Hampe        |
| 2e       | Arcueil Motor          | 21 | Jacques Danzer   | Dominique Bonvicini |
| 3e       | Bors Équipe            | 43 | Fred Notte       | Gérard Jolivet      |

| Position | Moto - Écurie          | N° | Pilote bleu          | Pilote blanc   |
| -------- | ---------------------- | -- | -------------------- | -------------- |
| 1er      | Triumph                | 8  | Sandro Baumann       | Roberto German |
| 2e       | Kawasaki Godier Genoud | 3  | Jean-Claude Chemarin | Éric Laléouse  |
| 3e       | Moto Guzzi             | 4  | Daniel Moquet        | Gérard Jolivet |

| Position | Moto - Écurie                  | N° | Pilote bleu                 | Pilote blanc   |
| -------- | ------------------------------ | -- | --------------------------- | -------------- |
| 1er      | Moto Guzzi 1050 - Moto Bel'    | 3  | Christophe Charles-Artigues | Laurent Sleurs |
| 2e       | Kawasaki 1150 - Axa Collection | 2  | Christian Haquin            | Gilles Hampe   |
| 3e       | Yamaha TZ 750 - Good Old Bikes | 5  | Patrick Chavanne            | Richard Hubin  |

| Position | Équipe                  | Numéro | Pilote bleu                 | Pilote blanc   |
| -------- | ----------------------- | ------ | --------------------------- | -------------- |
| 1er      | Axa Collection / Club 1 | 2      | Christian Haquin            | Gilles Hampe   |
| 2e       | Moto 90                 | 90     | Vincent Eisen               | Thierry Eisen  |
| 3e       | Moto Bel'               | 3      | Christophe Charles-Artigues | Laurent Sleurs |

| Position | Moto - Écurie                            | N° | Pilote bleu                 | Pilote blanc   |
| -------- | ---------------------------------------- | -- | --------------------------- | -------------- |
| 1er      | Moto Guzzi Le Mans III 1050 - Moto Bel'  | 3  | Christophe Charles-Artigues | Laurent Sleurs |
| 2e       | Kawasaki 1135 Performance - Team Moto 90 | 90 | Thierry Eisen               | Vincent Eisen  |
| 3e       | Kawasaki 984                             | 4  | Peter Linden                | Hugh Brasher   |

| Position | Moto - Écurie | N° | Pilote bleu | Pilote blanc |
| -------- | ------------- | -- | ----------- | ------------ |
| 1er      |               |    |             |              |
| 2e       |               |    |             |              |
| 3e       |               |    |             |              |

| Position | Moto - Écurie                     | N° | Pilote bleu | Pilote blanc |
| -------- | --------------------------------- | -- | ----------- | ------------ |
| 1er      | Honda RC30 - Marcel Boulardier    | 11 | Yves Géniès | Robert Doron |
| 2e       | Honda CBR - Team Zeze             | 63 | Lejeune     | Nebout       |
| 3e       | Suzuki GSX-R - Dental Racing Bike | 92 | Bachelet    | Dusseau      |

| Position | Moto - Écurie | N° | Pilote bleu | Pilote blanc |
| -------- | ------------- | -- | ----------- | ------------ |
| 1er      |               |    |             |              |
| 2e       |               |    |             |              |
| 3e       |               |    |             |              |

| Position | Moto - Écurie          | N° | Pilote bleu        | Pilote blanc         |
| -------- | ---------------------- | -- | ------------------ | -------------------- |
| 1er      | Kawasaki Godier Genoud | 74 | Gilles Cairoli     | Guillaume Montessuit |
| 2e       | Suzuki                 | 82 | Jean-Philippe Dury | Thomas Liautard      |
| 3e       | Suzuki                 | 10 | Roger Ruiz         | Eddy Atisy           |

| Position | Moto - Écurie       | N° | Pilote jaune  | Pilote orange     |
| -------- | ------------------- | -- | ------------- | ----------------- |
| 1er      | Phase One Endurance | 4  | Peter Linden  | Juan Dickinson    |
| 2e       | Team Taurus         | 44 | Bruno Garella | Giorgio Cantalupo |
| 3e       | Nocki Classic Team  | 77 | Beat Wicki    | Markus Amhof      |

| Position | Moto - Écurie | N° | Pilote jaune | Pilote orange |
| -------- | ------------- | -- | ------------ | ------------- |
| 1er      |               |    |              |               |
| 2e       |               |    |              |               |
| 3e       |               |    |              |               |